# Keisan Kagaku Center (Kobe Port Liner)
Keisan Kagaku Center (計算科学センター駅, Keisan Kagaku Sentā Eki) est une station de la Port Liner du métro automatique de Kobe New Transit. Elle est située 7 Minatojima Minamimachi, dans l'arrondissement Chūō-ku de Kobe, dans la préfecture de Hyōgo au Japon.
Mise en service en 2006, elle est desservie par les rames des lignes Port Liner Aéroport.

## Situation sur le réseau

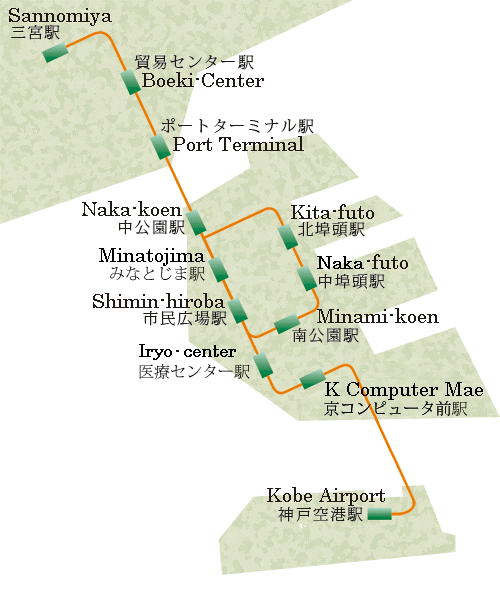
Plan de la ligne.

Établie en aérien Keisan Kagaku Center est une station de passage de la ligne Port Liner Aéroport de Kobe New Transit. Elle est située entre la station Iryō Center, en direction du terminus nord Sannomiya, et la station Aéroport de Kobe, terminus sud.
Elle dispose d'un quai central encadré par les deux voies de la ligne.

## Histoire
La station Keisan Kagaku Center est mise en service le 2 février 2006, lorsque la compagnie Kobe New Transit ouvre à l'exploitation les 4,3 km, avec trois stations, du prolongement jusqu'à l'Aéroport de Kobe de sa ligne Port Liner de son métro automatique.